# Географија Белорусије
Белорусија, континентална земља, релативно низијска, без природних граница, заузима површину од 207.600 квадратних километара и садржи велике површине мочварног земљишта. На истоку и североистоку се граничи са Русијом, на северу са Летонијом, са Литванијом на северозападу, Пољском на западу и Украјином на југу. Земља се у правцу север-југ протеже на 560 километара, док јој је ширина у правцу запад-исток 650 километара.
Језера и реке су релативно распрострањени. Највећа мочварна територија је Полесје, која спада међу највеће мочваре у Европи. У Белорусији има 11.000 језера, али је већина њих мања од 0,5 km². Три највеће реке су Њемен, Припјат, и Дњепар. Највиша тачка Белорусије износи 345 m, а најнижа тачка је на реци Њемен, 90 m. Клима варира од оштрих зима (просечне јануарске температуре су у опсегу од −8 °C до −2 °C) до хладних и влажних лета (просечне температуре 15 °C до 20 °C).
Око једна петина територије углавном у југоисточним областима и даље трпи последице радиоактивног распада због нуклеарне хаварије која се догодила у Чернобиљу, Украјина 1986.

## Положај
Белорусија лежи између 51° и 57° северне географске ширине и 23° и 33° источне географске дужине. Географски центар земље налази се на 53° 31′ 51″ N 28° 2′ 38″ E / 53.53083° С; 28.04389° И удаљен 70 км југоисточно од Минска.

## Рељеф
Белоруски низијски терен разбијен је Белоруским побрђем, делом државе који је благо узвишен и састоји се од појединачних висоравни, које се дијагонално пружају земљом у правцу запад-југозапад до исток-североисток. Највиша тачка у Белорусији налази се на висини од 346 метара, на планини Дзјаржинска гора. Ова планина добила је име по Феликсу Дзержинском, шефу совјетске тајне полиције Чеке. Северни део Белорусије је брдовит и садржи бројна језера и благе гребене створене глацијацијом. На југу, на око једној трећини територије државе око реке Припјат, налази се мочварна равница Полесје, која се протеже и кроз Украјину, Пољску и Русију.
Глацијална ерозија заслужна је за раван терен Белорусије, као и за њена бројна језера.
Око 3.000 речних токова и 4.000 већих језера у Белорусији чине главне карактеристике терена и користе се за превоз дрвне грађе, транспорт и производњу електричне енергије. Главне реке су оне које плове према западу, попут Западне Двине и Њемена, као и оне које теку према истоку, попут Дњепра и његових притока Березине, Сожа и Припјата. Река Припјат је у Кијевској Русији служила као мост између Дњепра у Украјини и Висле у Пољској. Нарач, највеће језеро у Белорусији, покрива површину од око 80 квадратних километара.
Око једна трећина Белорусије покривена је системом густих, ненасељених шума. На северу, четинари доминирају у шумама, у којима се такође могу наћи и бреза и јова; јужније, у шумама расте претежно листопадно дрвеће. Бјаловјешка шума, која се простире и у Пољској, налази се на крајњем западу земље и то је најстарија и најлепша шума у држави. У овом пределу резервати омогућавају заштиту различитих врста животиња и птица које су одавно истребљене у другим деловима.

## Клима
Због близине Балтичког мора (257 километара је од истог удаљена најближа тачка), Белорусија има умереноконтиненталну климу. Зиме трају између 105 и 145 дана, док лета у просеку трају до 150 дана. Просечна температура у јануару износи -6 °C, док је у јулу просечна температура 18 °C, са великом влажношћу ваздуха. Просечна годишња количина падавина креће се од 550 до 700 милиметара, а понекад и више.
|                                |                             |                                                      |                                                   |
| Просечна температура у јануару | Просечна температура у јулу | Просечна количина падавина у јануару (у милиметрима) | Просечна количина падавина у јулу (у милиметрима) |

## Природне одлике

### Флора
Шуме покривају 36% земље. У Белорусији постоји 28 дивљих врста дрвећа. Најважније врсте дрвећа су бор, смрча, липа, храст, јасен, јавор, граб, бреза и јова. Многе врсте дрвећа су интродуковане, односно донете на територију Белорусије, међу којима су сибирски и европски ариш, северни храст и друге.
Природни вегетативни покривач Белорусије заузима око 70% територије. Број биљних врста износи чак око 12.000, док је више од 200 различитих врста заштићено од стране државе.

### Фауна
Фауна Белорусије обухвата 457 различитих врста кичмењака, укључујући 73 врсте сисара, 290 врста птица, 60 врста риба; и више од 20.000 врста бескичмењака. Важан економски значај имају лов и риболов, а углавном се лове лисице, куне, зечеви, видре, ласице, јелени и дивље свиње. Више од 180 различитих врста животиња је под заштитом државе.
Белоруско законодавство дефинише основне политичке ставове земље у области екологије и заштите природе (Закон о заштити животне средине, Закон о заштити и коришћењу фауне и други). Белорусија је потписник конвенције о биолошкој разноврсности, којим се обавезала да ће успоставити систем заштићених подручја и активно учествовати у решавању проблема очувања биолошке разноврсности.

## Еколошки проблеми

### Чернобиљска катастрофа
Најпознатије наслеђе загађења из совјетске ере је чернобиљска катастрофа из 1986. године. Око 70% укупног зрачења распршено је ветром и дошло у Белорусију, где је утицало најмање на 25% површине ове земље - посебно на Гомељску и Могиљовску област, на истоку и југоистоку, и на 22% популације. Иако је више од два милиона људи (укључујући и 600.000 деце) живело у областима погођеним радиоактивним падавинама након катастрофе, совјетска влада је покушала да прикрије инцидент док шведски научници нису почели да захтевају објашњење необично високих нивоа атмосферске радијације у Шведској.
На захтев белоруске владе да им совјетска влада да најмање 17 милијарди рубаља како би се носила са последицама, Москва је одговорила да може да да свега 3 милијарде рубаља. Према једном званичнику из 1993. године, потрошња новца по глави становника за борбу са последицама износила је једну копејку у Русији, три копејке у Украјини, а једну рубљу (100 копејки) у Белорусији.
Упркос оснивању Државног комитета владе за Чернобиљ, доношење закона ко може остати у контаминираним подручјима, као и институција националног програма за истраживања о ефектима, постигнут је мали напредак у борби против последица катастрофа, углавном због недостатка новца и тромог става владе. Године 1994. донет је програм реинтеграције за 170.000 становника тих области, али је он био жалосно испод нивоа буџета и далеко мањи од предвиђеног. Како би помогли жртвама Чернобиља, неке западне организације обезбедиле су белоруским докторима усавршавање и обуку о најновијим техникама пресађивања коштане сржи у Европи и Сједињеним Државама.
Ефекти катастрофе су великог домета и укључују све већи број појава разних врста дефеката при рођењу и појави канцера; истраживање је показало да су дефекти код новорођенчади 40% веће него пре катастрофе. Вода, стока, пољопривредни производи, као и само земљиште су контаминирани, а велика мочварна област и даље садржи високу концентрацију радиоактивности. Године 1995, око 14% државног буџета било је издвојено за чишћење контаминираних подручја.

## Површина и границе
Белорусија заузима укупну површину од 207.600 квадратних километара, од чега се копно протеже на 202.900 квадратних километара, а остали део (4.700 квадратних километара) односе реке и језера. Белорусија се налази на 86. месту по повшини у свету, а на 13. у Европи. Поређења ради, она је незнатно мања од Уједињеног Краљевства или Румуније. Укупна дужина граница износи 3.642 километара, од чега највећи део заузима граница са Русијом - 1.312 километара, а након Русије су Украјина, са којом има границу дужине 1.111 километара, затим су ту Литванија - 640 км, Пољска - 418 км, и на крају Летонија, са којом има границу дужине 161 километар. Највиша тачка је на Дзјаржинској гори и износи 346 метара, док се најнижа тачка налази у долини реке Њемен, а њена надморска висина је 90 метара.

## Ресурси и употреба земљишта
Шуме прекривају око 36 процената укупне територије, па спадају међу најдоминантније природне ресурсе Белорусије. Међу осталим природним богатствима Белорусије су налазишта тресета, мале количине нафте и природног гаса, затим гранит, доломитски кречњак и други минерали. Када је реч о пољопривреди и земљишту, Белорусија има 27,21% обрадивог земљишта, од чега је под житарицама свега 0,59%. Укупна површина земљишта које се наводњава износи 1.150 квадратних километара, а укупни обновљиви водни ресурси имају запремину 58 кубних километара.

### Водни ресурси
Белорусија поседује око 42 река и потока, које имају укупну дужину од 91.000 километара, као и приближно 11.000 језера, укључујући 470 оних која имају површину већу од 0,5 квадратних километара. Нарач је највеће језеро, са површином од 79.2 квадратних километара и најдубљом тачком од 25 метара. У Белорусији има и велики број мочвара, које су претежно смештене у Полесју.

### Национални паркови
| Слика | Име                               | Основан | Површина у хектарима                               |
| ----- | --------------------------------- | ------- | -------------------------------------------------- |
|       | Национални парк Бјаловјешка шума  | 1991.   | 87.363 (од чега је 10.501 ха на територији Пољске) |
|       | Национални парк Нарачански        | 1999.   | 94.000                                             |
|       | Национални парк Браславска језера | 1995.   | 69.115                                             |
|       | Национални парк Припјатски        | 1996.   | 85.841                                             |